# Équipe du 75e anniversaire de la NFL

L’équipe du 75e anniversaire de la NFL a été désignée par une sélection de journalistes et de personnel de la National Football League (NFL) en 1994.

## Attaque
Source :
| Position         | Joueur          | Équipe(s)                                                                                            | Université               |
| ---------------- | --------------- | --- | ------------------------ |
| Quarterback      | Sammy Baugh     | Redskins de Washington (1937-1952)                                                                   | TCU                      |
| Quarterback      | Otto Graham     | Browns de Cleveland (AAFC) (1946-1949) Browns de Cleveland (1950-1955)                               | Northwestern             |
| Quarterback      | Joe Montana     | 49ers de San Francisco (1979-1992) Chiefs de Kansas City (1993-94)                                   | Notre Dame               |
| Quarterback      | Johnny Unitas   | Colts de Baltimore (1956-1972) Chargers de San Diego (1973)                                          | Louisville               |
| Running back     | Jim Brown       | Browns de Cleveland (1957-1965)                                                                      | Syracuse                 |
| Running back     | Marion Motley   | Browns de Cleveland (AAFC) (1946-1949) Browns de Cleveland (1950-1953) Steelers de Pittsburgh (1955) | Nevada                   |
| Running back     | Bronko Nagurski | Bears de Chicago (1930-1937, 1943)                                                                   | Minnesota                |
| Running back     | Walter Payton   | Bears de Chicago (1975-1987)                                                                         | Jackson State            |
| Running back     | Gale Sayers     | Bears de Chicago (1965-1971)                                                                         | Kansas                   |
| Running back     | O.J. Simpson    | Buffalo Bills (AFL) (1969) Bills de Buffalo (1970-1977) 49ers de San Francisco (1978-1979)           | USC                      |
| Running back     | Steve Van Buren | Eagles de Philadelphie (1944-1951)                                                                   | LSU                      |
| Wide receiver    | Lance Alworth   | Chargers de San Diego (AFL) (1962-1969) Chargers de San Diego (1970) Cowboys de Dallas (1971-1972)   | Arkansas                 |
| Wide receiver    | Raymond Berry   | Colts de Baltimore (1955-1967)                                                                       | Southern Methodist       |
| Wide receiver    | Don Hutson      | Packers de Green Bay (1935-1945)                                                                     | Alabama                  |
| Wide receiver    | Jerry Rice      | 49ers de San Francisco (1985-2000) Raiders d'Oakland (2001-2004) Seattle Seahawks (2004)             | Mississippi Valley State |
| Tight end        | Mike Ditka      | Bears de Chicago (1961-1966) Eagles de Philadelphie (1967-1968) Cowboys de Dallas (1969-1972)        | Pittsburgh               |
| Tight end        | Kellen Winslow  | San Diego Chargers (1979-1987)                                                                       | Missouri                 |
| Offensive tackle | Roosevelt Brown | New York Giants (1953-1965)                                                                          | Morgan State             |
| Offensive tackle | Forrest Gregg   | Packers de Green Bay (1956, 1958-1970)                                                               | Southern Methodist       |
| Offensive tackle | Anthony Muñoz   | Bengals de Cincinnati (1980-1992)                                                                    | Californie du Sud        |
| Offensive guard  | John Hannah     | Patriots de la Nlle-Angleterre (1973-1985)                                                           | Alabama                  |
| Offensive guard  | Jim Parker      | Colts de Baltimore (1957-1967)                                                                       | Ohio State               |
| Offensive guard  | Gene Upshaw     | Raiders d'Oakland (AFL) (1967-1969) Raiders d'Oakland (1970-1981)                                    | Texas A&M – Kingsville   |
| Centre           | Mel Hein        | Giants de New York (1931-1945)                                                                       | État de Washington       |
| Centre           | Mike Webster    | Steelers de Pittsburgh (1974-1988) Chiefs de Kansas City (1989-1990)                                 | Wisconsin                |

## Défense
Source :
| Position         | Joueur                 | Équipe(s) | Université                                  |
| ---------------- | ---------------------- | --- | ------------------------------------------- |
| Defensive end    | David « Deacon » Jones | Rams de Los Angeles (1961-1971) Chargers de San Diego (1972-1973) Redskins de Washington (1974)                                            | Mississippi Vocational South Carolina State |
| Defensive end    | Gino Marchetti         | Texans de Dallas (1952) Colts de Baltimore (1953-1964, 1966)                                                                               | San Francisco                               |
| Defensive end    | Reggie White           | Showboats de Memphis (USFL) (1984-1985) Eagles de Philadelphie (1985-1992) Packers de Green Bay (1993-1998) Panthers de la Caroline (2000) | Tennessee                                   |
| Defensive tackle | « Mean » Joe Greene    | Steelers de Pittsburgh (1969-1981) | North Texas                                 |
| Defensive tackle | Bob Lilly              | Cowboys de Dallas (1961-1974) | TCU                                         |
| Defensive tackle | Merlin Olsen           | Rams de Los Angeles (1962-1976) | Utah                                        |
| Linebacker       | Dick Butkus            | Bears de Chicago (1965-1973) | Illinois                                    |
| Linebacker       | Jack Ham               | Steelers de Pittsburgh (1971-1982) | Penn State                                  |
| Linebacker       | Ted Hendricks          | Colts de Baltimore (1969-1973) Packers de Green Bay (1974) Raiders d'Oakland/Los Angeles (1975-1983)                                       | Miami (FL)                                  |
| Linebacker       | Jack Lambert           | Steelers de Pittsburgh (1974-1984) | Kent State                                  |
| Linebacker       | Willie Lanier          | Chiefs de Kansas City (AFL) (1967-1969) Chiefs de Kansas City (1970-1977)                                                                  | Morgan State                                |
| Linebacker       | Ray Nitschke           | Packers de Green Bay (1958-1972) | Illinois                                    |
| Linebacker       | Lawrence Taylor        | Giants de New York (1981-1993) | North Carolina                              |
| Cornerback       | Mel Blount             | Steelers de Pittsburgh (1970-1983) | Southern                                    |
| Cornerback       | Mike Haynes            | Patriots de la Nlle-Angleterre (1976-1982) Raiders de Los Angeles (1983-1989)                                                              | Arizona State                               |
| Cornerback       | Dick Lane              | Rams de Los Angeles (1952-1953) Cardinals de Chicago (1954-1959) Lions de Détroit (1960-1965)                                              | Scottsbluff JC                              |
| Cornerback       | Rod Woodson            | Steelers de Pittsburgh (1987-1996) 49ers de San Francisco (1997) Ravens de Baltimore (1998-2001) Raiders d'Oakland (2002-2003)             | Purdue                                      |
| Safety           | Ken Houston            | Oilers de Houston (AFL) (1967-1969) Oilers de Houston (1970-1972) Redskins de Washington (1973-1980)                                       | Prairie View A&M                            |
| Safety           | Ronnie Lott            | 49ers de San Francisco (1981-1990) Raiders de Los Angeles (1991-1992) Jets de New York (1993-1994)                                         | Californie du Sud                           |
| Safety           | Larry Wilson           | Cardinals de St. Louis (1960-1972) | Utah                                        |